# Omega d'Andròmeda
Omega d'Andròmeda (ω Andromedae) és una sistema estel·lar de la constel·lació d'Andròmeda. Està aproximadament a 92,3 anys llum de la Terra.
El sistema està compost per dos sistemes binaris separades 120 segons d'arc. El component primari, ω d'Andròmeda A, és una subgegant groga-blanca del tipus F de la magnitud aparent +4,83. La seva companya, ω d'Andròmeda B, és de la 12a magnitud, i està a 2 segons d'arc de la primera. La segona binària, ω d'Andròmeda C i D, són un parell d'estrelles de la 10a magnitud separades per 4,9 segons d'arc.
Amb una temperatura efectiva de 6.581 K, és 7,6 vegades més lluminosa que el Sol.
A partir del seu diàmetre angular, 0,70 mil·lisegons d'arc, es pot estimar el seu veritable diàmetre, sent aquest 2,3 vegades més gran que el diàmetre solar.
Gira sobre si mateixa amb una velocitat de rotació igual o major de 57,1 km/s.
Quant al seu contingut metàl·lic, mostra una metal·licitat inferior a la del Sol ([Fe/H] = -0,16).
És més massiva que el Sol –s'estima que la seva massa és gairebé un 50% major que la del Sol– i té una edat aproximada de 2.100 milions d'anys.